# Finale de la Ligue des champions de l'UEFA 2007-2008
La finale de la Ligue des Champions 2008 est la cinquante-troisième finale de la Ligue des champions de l'UEFA. Disputée le 21 mai 2008 au Stade Loujniki de Moscou (Russie), elle oppose les clubs anglais de Manchester United et Chelsea qui ont respectivement éliminé en demi-finale le FC Barcelone et Liverpool.

## Parcours des finalistes
Le choix des équipes qualifiées pour la Ligue des champions, soit directement, soit par le biais d'une phase préliminaire, est basé sur leur classement lors de la précédente saison de leur ligue domestique et la force relative de la ligue sur la base de son coefficient UEFA.
Les deux équipes, ayant respectivement terminé champion et second du dernier championnat anglais, sont entrées en lice dans la compétition directement en phase de groupes.
La phase de groupes du tour principal est disputée en six journées sous la forme de tournoi toutes rondes. Les 32 équipes sont réparties en huit groupes de quatre équipes, les deux premiers de chaque groupe se qualifiant pour les huitièmes de finale. Les rencontres se jouent en matches aller et retour (domicile et extérieur), avec la règle des buts marqués à l'extérieur, ainsi que le temps supplémentaire en cas d'égalité et les tirs au but si nécessaire pour les tours à élimination directe.
|   | Équipe            | Pts | J | G | N | P | BP | BC | Diff |
| - | ----------------- | --- | - | - | - | - | -- | -- | ---- |
| 1 | Manchester United | 16  | 6 | 5 | 1 | 0 | 13 | 4  | +9   |
| 2 | AS Rome           | 11  | 6 | 3 | 2 | 1 | 11 | 6  | +5   |
| 3 | Sporting Portugal | 7   | 6 | 2 | 1 | 3 | 9  | 8  | +1   |
| 4 | Dynamo Kiev       | 0   | 6 | 0 | 0 | 6 | 4  | 19 | -15  |

|   | Équipe       | Pts | J | G | N | P | BP | BC | Diff |
| - | ------------ | --- | - | - | - | - | -- | -- | ---- |
| 1 | Chelsea      | 12  | 6 | 3 | 3 | 0 | 9  | 2  | +7   |
| 2 | Schalke 04   | 8   | 6 | 2 | 2 | 2 | 5  | 4  | +1   |
| 3 | Rosenborg BK | 7   | 6 | 2 | 1 | 3 | 6  | 10 | -4   |
| 4 | Valence CF   | 5   | 6 | 1 | 2 | 3 | 2  | 6  | -4   |

## Le match

### Déroulement de la rencontre
Le score est ouvert par le Mancunien Cristiano Ronaldo de la tête à la demi-heure de jeu. Les Blues égalisent juste avant la mi-temps grâce à Frank Lampard. Plus rien ne sera marqué et les deux équipes vont en prolongation. À la dernière minute, alors que tout le monde se concentre sur les tirs au but, une bousculade éclate et Didier Drogba est expulsé pour une gifle sur Nemanja Vidic. Dans la séance de tirs au but, Cristiano Ronaldo tire sur Petr Čech. Il ne reste alors plus à John Terry qu'à réussir pour que Chelsea gagne sa première Ligue des champions, mais il glisse sur la pelouse et sa frappe dévissée s'écrase sur le poteau. Lors de la mort subite, Nicolas Anelka voit son tir arrêté par Edwin van der Sar et Manchester United remporte sa troisième Ligue des champions.

### Feuille de match
| Finale                   | Manchester United                                                | 1 - 1 ap          | Chelsea FC                                                      | Stade Loujniki, Moscou                        |                                               |
| 21 mai 2008 20h45 (CEST) | Cristiano Ronaldo 26e                                            | (1 - 1)           | 45e Frank Lampard                                               | Spectateurs : 67 310 Arbitrage : Ľuboš Micheľ | Spectateurs : 67 310 Arbitrage : Ľuboš Micheľ |
| 21 mai 2008 20h45 (CEST) | Rapport                                                          |                   |                                                                 | Spectateurs : 67 310 Arbitrage : Ľuboš Micheľ | Spectateurs : 67 310 Arbitrage : Ľuboš Micheľ |
| 21 mai 2008 20h45 (CEST) | Tévez · Carrick · Ronaldo · Hargreaves · Nani · Anderson · Giggs | Tirs au but 6 - 5 | Ballack · Belletti · Lampard · A. Cole · Terry · Kalou · Anelka | Spectateurs : 67 310 Arbitrage : Ľuboš Micheľ | Spectateurs : 67 310 Arbitrage : Ľuboš Micheľ |

| Man. United | Chelsea |

| MAN. UNITED :     |    |                   |      |        |
|                   |    |                   |      |        |
| G                 | 1  | Edwin van der Sar |      |        |
| D                 | 6  | Wes Brown         |      | 120+5e |
| D                 | 5  | Rio Ferdinand     | 43e  |        |
| D                 | 15 | Nemanja Vidić     | 111e |        |
| D                 | 3  | Patrice Évra      |      |        |
| M                 | 4  | Owen Hargreaves   |      |        |
| M                 | 18 | Paul Scholes      | 21e  | 87e    |
| M                 | 16 | Michael Carrick   |      |        |
| M                 | 7  | Cristiano Ronaldo |      |        |
| A                 | 10 | Wayne Rooney      |      | 101e   |
| A                 | 32 | Carlos Tévez      | 116e |        |
|                   |    |                   |      |        |
| Remplaçants :     |    |                   |      |        |
| G                 | 29 | Tomasz Kuszczak0  |      |        |
| D                 | 22 | John O'Shea       |      |        |
| D                 | 27 | Mikaël Silvestre  |      |        |
| M                 | 8  | Anderson          |      | 120+5e |
| M                 | 11 | Ryan Giggs        |      | 87e    |
| M                 | 17 | Nani              |      | 101e   |
| M                 | 24 | Darren Fletcher   |      |        |
|                   |    |                   |      |        |
| Entraîneur :      |    |                   |      |        |
| Sir Alex Ferguson |    |                   |      |        |

| CHELSEA :     |    |                     |       |        |
|               |    |                     |       |        |
| G             | 1  | Petr Čech           |       |        |
| D             | 5  | Michael Essien      | 118e  |        |
| D             | 6  | Ricardo Carvalho    | 45+2e |        |
| D             | 26 | John Terry          |       |        |
| D             | 3  | Ashley Cole         |       |        |
| M             | 4  | Claude Makelele     | 21e   | 120+4e |
| M             | 13 | Michael Ballack     | 116e  |        |
| M             | 8  | Frank Lampard       |       |        |
| M             | 10 | Joe Cole            |       | 99e    |
| M             | 15 | Florent Malouda     |       | 92e    |
| A             | 11 | Didier Drogba       | 116e  |        |
|               |    |                     |       |        |
| Remplaçants : |    |                     |       |        |
| G             | 23 | Carlo Cudicini      |       |        |
| D             | 33 | Alex                |       |        |
| D             | 35 | Juliano Belletti    |       | 120+4e |
| M             | 12 | John Obi Mikel      |       |        |
| A             | 7  | Andriy Chevtchenko0 |       |        |
| A             | 21 | Salomon Kalou       |       | 92e    |
| A             | 39 | Nicolas Anelka      |       | 99e    |
|               |    |                     |       |        |
| Entraîneur :  |    |                     |       |        |
| Avram Grant   |    |                     |       |        |

## Statistiques
| Première mi-temps   | Première mi-temps | Première mi-temps |
|                     | Man. United       | Chelsea           |
| ------------------- | ----------------- | ----------------- |
| Buts marqués        | 1                 | 1                 |
| Total des tirs      | 5                 | 6                 |
| Tirs cadrés         | 3                 | 1                 |
| Possession de balle | 59 %              | 41 %              |
| Corners             | 2                 | 2                 |
| Fautes commises     | 5                 | 9                 |
| Hors-jeu            | 0                 | 1                 |
| Cartons jaunes      | 2                 | 2                 |
| Cartons rouges      | 0                 | 0                 |

| Seconde mi-temps    | Seconde mi-temps | Seconde mi-temps |
|                     | Man. United      | Chelsea          |
| ------------------- | ---------------- | ---------------- |
| Buts marqués        | 0                | 0                |
| Total des tirs      | 4                | 14               |
| Tirs cadrés         | 0                | 1                |
| Possession de balle |                  |                  |
| Corners             | 2                | 4                |
| Fautes commises     | 9                | 9                |
| Hors-jeu            | 0                | 1                |
| Cartons jaunes      | 0                | 0                |
| Cartons rouges      | 0                | 0                |

| Prolongation        | Prolongation | Prolongation |
|                     | Man. United  | Chelsea      |
| ------------------- | ------------ | ------------ |
| Buts marqués        | 0            | 0            |
| Total des tirs      | 3            | 4            |
| Tirs cadrés         | 2            | 1            |
| Possession de balle |              |              |
| Corners             | 1            | 2            |
| Fautes commises     | 8            | 7            |
| Hors-jeu            | 1            | 0            |
| Cartons jaunes      | 2            | 2            |
| Cartons rouges      | 0            | 1            |

| Match (total)       | Match (total) | Match (total) |
|                     | Man. United   | Chelsea       |
| ------------------- | ------------- | ------------- |
| Buts marqués        | 1             | 1             |
| Total des tirs      | 12            | 24            |
| Tirs cadrés         | 5             | 3             |
| Possession de balle | 58 %          | 42 %          |
| Corners             | 5             | 8             |
| Fautes commises     | 22            | 25            |
| Hors-jeu            | 1             | 2             |
| Cartons jaunes      | 4             | 4             |
| Cartons rouges      | 0             | 1             |

- UEFA Full Time Report
- UEFA Full Time Statistics

## Sources
- (en) Cet article est partiellement ou en totalité issu de l’article de Wikipédia en anglais intitulé « 2008 UEFA Champions League Final » (voir la liste des auteurs).